# شهرستان برزیوزوفسکی (خانتی-مانسی)
شهرستان برزیوزوفسکی (به لاتین: Beryozovsky District) یک شهرستان در روسیه است که در ناحیه خودگردان خانتی-مانسی واقع شده‌است.